# Józef Bogucki (nauczyciel)
Józef Bogucki (ur. 19 marca 1911 w Wągrowcu, zm. 28 września 2016) – polski nauczyciel, uczestnik polskiej wojny obronnej września 1939. W chwili śmierci w Polsce żyło tylko 6 starszych od niego mężczyzn.

## Życiorys
W okresie dwudziestolecia międzywojennego kształcił się w seminarium nauczycielskim, a następnie podjął pracę w Zasadniczej Szkole Zawodowej w Czersku. Po wybuchu II wojny światowej wziął udział w polskiej wojny obronnej września 1939 w ramach 65 Starogardzkiego pułku piechoty z garnizonu Grudziądz. Po dostaniu się do niewoli niemieckiej został osadzony w Oflagu II C Woldenberg, gdzie przebywał do końca wojny. W momencie poprzedzającym śmierć był ostatnim żyjącym jeńcem tego oflagu. Po wojnie osiadł w Poznaniu, gdzie ożenił się 29 marca 1948. Był wieloletnim nauczycielem w Zespole Szkół Odzieżowych w Poznaniu, zaś w 1980 był członkiem założycielem Międzyzakładowej Komisji NSZZ „Solidarność” Pracowników Oświaty i Wychowania Region Wielkopolska. Należał do Stowarzyszenia Woldenberczyków. Zmarł 28 września 2016 i został pochowany na cmentarzu Górczyńskim w Poznaniu.

## Wybrane odznaczenia
- Krzyż Kawalerski Orderu Odrodzenia Polski[2]